# Neschers
Neschers – miejscowość i gmina we Francji, w regionie Owernia-Rodan-Alpy, w departamencie Puy-de-Dôme.
Według danych na rok 1990 gminę zamieszkiwało 635 osób, a gęstość zaludnienia wynosiła 65 osób/km² (wśród 1310 gmin Owernii Neschers plasuje się na 338. miejscu pod względem liczby ludności, natomiast pod względem powierzchni na miejscu 817.).